# Merychippus

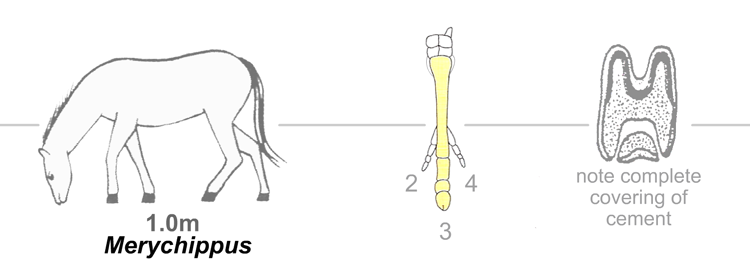
Sagoma del Merychippus (a sinistra), scheletro dell'arto anteriore (al centro; notare lo sviluppo del III dito) e molare (a destra; bianco: cemento; punteggiato: dentina; scuro: smalto)

Il Merychippus è un progenitore del cavallo che ha vissuto da 17 a 11 milioni di anni fa, durante il Miocene. Aveva tre dita per ogni piede ed era il primo progenitore del cavallo che viveva brucando. Nonostante il suo nome significhi cavallo ruminante, non si ritiene che il Merychippus ruminasse.
Il Merychippus viveva in branchi. Era alto circa 120 cm, cosa che lo rendeva il più alto progenitore dei cavalli fino a quel momento. Il suo muso era più lungo, la sua mandibola più profonda e i suoi occhi più spaziati lateralmente di ogni suo parente vivente a quel tempo.  Il Merychippus era il primo equide che aveva una testa analoga a quella del cavallo moderno. Il piede era completamente sostenuto da legamenti, e il dito centrale aveva sviluppato uno zoccolo, che non aveva un cuscinetto carnoso sul fondo. In alcune specie di Merychippus, le dita laterali erano ancora grandi, mentre in altre erano diventate più piccole e toccavano il suolo solo durante la corsa. I suoi denti erano analoghi a quelli del Parahippus (le creste accessorie che erano variabili in Miohippus erano diventate permanenti e gli altri denti cominciavano a formare una serie di creste, con corone più alte).
Verso la fine del Miocene, Il Merychippus era uno dei primi erbivori veloci. Dette origine ad almeno diciannove specie diverse di erbivori brucatori, che possono essere classificati in tre gruppi principali. Questa esplosione evolutiva è spesso indicata come "radiazione merychippina".
Il primo era una serie di brucatori a tre dita noti come  Hipparion. Ebbero molto successo e si separarono in quattro generi e almeno sedici specie,  che comprendevano brucatori di varia taglia con fosse facciali grandi ed elaborate.
Il secondo era un gruppo di animali più piccoli, conosciuti protoippini, che comprendevano il Protohippus e il Calippus.
L'ultimo era una linea di veri equini, in cui le dita laterali divennero più piccole. Alla fine scomparvero del tutto, grazie allo sviluppo di legamenti laterali che favorivano la stabilizzazione del raggio centrale durante la corsa.